# Жубр, Йоанна
Йоанна Жубр (пол. Joanna Żubr; 24 мая 1782, Бердичев — 9 июля 1852, Велюнь) — сержант Армии Герцогства Варшавского, участница Наполеоновских войн и первая женщина — кавалер креста Virtuti Militari.

## Биография
Родилась в Бердичеве в 1782 году. После образования Герцогства Варшавского в 1808 году Йоанна вместе со своим мужем Мацеем Жубром перебралась туда из Восточной Галиции, принадлежавшей Австрии. Мацей был призван в армию, а затем Йоанна тайно последовала за ним. Была зачислена во 2-й пехотный полк (2-й батальон, 4-я рота) как стрелок, скрывая перед сослуживцами свой пол и нося мужской мундир.
Йоанна участвовала в войне Варшавского герцогства против Австрии, в галицийской кампании. 19 мая 1809 года она приняла боевое крещение, сражаясь под Замостьем: в ходе сражения она во главе группы солдат тайно прокралась в форт в окрестностях Брамы-Львовской и атаковала его стены, захватив вражескую артиллерию. За свою храбрость она получила от герцога Юзефа Понятовского серебряный крест Virtuti Militari (тогда ей было 27 лет). Йоанна стала первой полькой, удостоенной высшей воинской награды.
После этой кампании Йоанна была переведена в 17-й пехотный полк из 17-й пехотной дивизии Яна Генрика Добмровского. Участвовала в русской кампании 1812 года. После того, как Наполеон покинул Москву и начал своё отступление, Йоанна оказалась отрезанной от своей части и самостоятельно вынуждена была покидать Россию. В 1813 году после потери Кракова присоединилась к польским отрядам в Саксонии и продолжила сражаться в рядах французской армии вплоть до подписания мирного договора в Фонтенбло. Приняла участие в 17 сражениях за свою жизнь.
После войны она вернулась с мужем в Польшу и осела в Велюне, не принимая ни австрийское, ни русское подданство. Скончалась в 1852 году от холеры.
Упомянута в повести Вацлава Гонсёровского «Ураган».